# Mauricio Huerta
Mauricio Huerta Magdaleno (ur. 16 marca 1989 w Morelii) – meksykański wspinacz sportowy. Specjalizował się w boulderingu, w prowadzeniu oraz we wspinaczce na czas. Mistrz Ameryki z 2010 we wspinaczce sportowej w konkurencji prowadzenie.

## Kariera sportowa
W ekwadorskim Quito w 2010 na mistrzostwach Ameryki zdobył złoty medal we wspinaczce w konkurencji prowadzenie. W 2012 roku w wenezuelskim San Juan de Los Morros na mistrzostwach Ameryki we wspinaczce sportowej zdobył medal brązowy w boulderingu w fazie finałowej przegrał z Wenezuelczykiem Manuelem Escobarem i Kanadyjczykiem Seanem McCollem.
Uczestnik prestiżowych, elitarnych zawodów wspinaczkowych Rock Master we włoskim Arco, w których kilkakrotnie brał udział.

## Osiągnięcia

### Mistrzostwa świata
| Konkurencje | 2005 | 2007 | 2011 | 2012 | 2014 |
| Bouldering  | 98   | 91   | 53   | 10   | 57   |
| Prowadzenie | 83   | 75   | 87   | 43   | —    |

### Mistrzostwa Ameryki
| Konkurencje | 2008 | 2010 | 2012 |
| Bouldering  | —    | —    | 3    |
| Prowadzenie | 2    | 1    | 5    |

### Rock Master
| Konkurencje | 2011 | 2013 |
| Bouldering  | 53   | 8    |